# Боковой Майдан
Боково́й Майда́н — село в Сасовском районе Рязанской области России. Входит в состав Придорожного сельского поселения.

## Географическое положение
Находится в восточной части района, на междуречье рек Пичкиряс и Вадакш. Расстояние до райцентра Сасово — 62 км к северо-западу по асфальтированной дороге. Ближайшая железнодорожные станции — Вад в селе Дубитель Мордовии, в 7 км к востоку по асфальтированной дороге и Пичкиряево в одноимённом селе Сасовского района, в 9 км к северо-западу по асфальтированной дороге.
Ближайшие населённые пункты
- Горбуновка — примыкает с севера;
- Дубитель — в 6 км к востоку по асфальтированной дороге;
- Матвеевское — в 6 км к югу по асфальтированной дороге;
- Придорожный — в 6 км к западу по асфальтированной дороге;
- Пичкиряево — в 6 км к северо-западу по асфальтированной дороге.

## Природа
Климат умеренно континентальный. Высота над уровнем моря 129—140 м.

## Население
| 1772 | 1980 | 1989 | 2002 | 2007 | 2010 |
| ---- | ---- | ---- | ---- | ---- | ---- |
| 2353 | ↘195 | ↘180 | ↘122 | ↘90  | ↘58  |

## Хозяйство
В советское время работала молочно-товарная ферма.

## Инфраструктура
В селе 4 улицы: Большая, Придорожная, Центральная, Шоссейная.
По южной оконечности села проходит федеральная трасса М5 Москва — Челябинск.